# سكودا كودياك
سكودا كودياك هي سيارة الدفع الرباعي ثلاثية الصفوف المصنعة من قبل سكودا للسيارات التشيكية. وتستند السيارة على منصة (MQB platform) ووحدات VW، والتي تتقاسمها مع الجيل الجديد من فولكس واجن تيغوان وسيات أتيكا، ولكن كودياك أطول من تيغوان وتأتي في نسخة سبعة مقاعد.
وسيبدأ سعرها في السوق الأوروبية من 24,520 يورو.   ستتنافس كودياك مع منافسيها المتميزين مثل أودي Q5 وبي أم دابليو X3، لذلك من المتوقع أن تتوفر على معدات قياسية أكثر فخامة من المعتاد لسكودا. وسوف تشمل، على سبيل المثال، Automotive head-up display ولوحة أجهزة رقمية.

## نظرة عامة
كان من المفترض أن سيارة الدفع الرباعي الجديدة ستسمى "Snowman"  التي تعني رجل الثلج أو "Polar" التي تعني الدب القطبي، ولكن تم الرفض من قبل رئيس سكودا السابق (فاهلاند) كما توقعت وسائل الإعلام. في 23 ديسمبر 2015، سجلت سكودا اسم «كودياك»، الذي  يشير  إلى الدب البني، الدب كودياك.
في فبراير 2016، تم إصدار صور Vision S، وظهر نموذج في مارس 2016 في معرض جنيف للسيارات. تم طرح السيارة النهائية فيمعرض باريس للسيارات في 29 سبتمبر 2016. تم تسليم السيارات الأولى للعملاء في فبراير 2017.
كودياك هي السيارة الأولى في تشكيلة سكودا التي تحصل على  مساحة  واسعة للرؤية، مساعدة السحب، مساعد المناورة ونظام حماية المشاة التنبؤية. بل هو أيضا أول سيارة في تشكيلة منصة VAG MQB platform  مع تشيكلة واسعة لأزرار الاختصار بدلا من أزرار المادية لأنظمة المعلومات والترفيه 8 ".
في نوفمبر 2016، حصلت سكودا كودياك على اسم أفضل سيارة عائلية في العالم من قبل مجلة توبجير.

## سكوت وسبورتلاين
تم عرض كودياك سكوت وكودياك سبورتلاين الجديدة في معرض جنيف للسيارات في مارس 2017. بحيث ارتفعت كودياك سكوت عن الأرض من 187مم إلى 194مم، وهناك بعض التغييرات في التصميم. وتشمل هذه التغييرات الأمامية والخلفية حماية جسم السيارة من الخدوش مع تقليم الوفير، أغطية مرآيا فضية. هذا النموذج يأتي بمحرك  AWD مع 2 توربو بنزين ومحرك TSI بـ2 توربوديزل وكذلك محركات TDI. كودياك سبورتلاين تأتي بتعديل رياضي في التصميم الجديد، وبعض الأجزاء مصنوعة باللون الأسود، ولها مقاعد رياضية، عجلة القيادة من الجلد، عجلات سبائك كبيرة ودواسات مصنوعة من الألومنيوم.

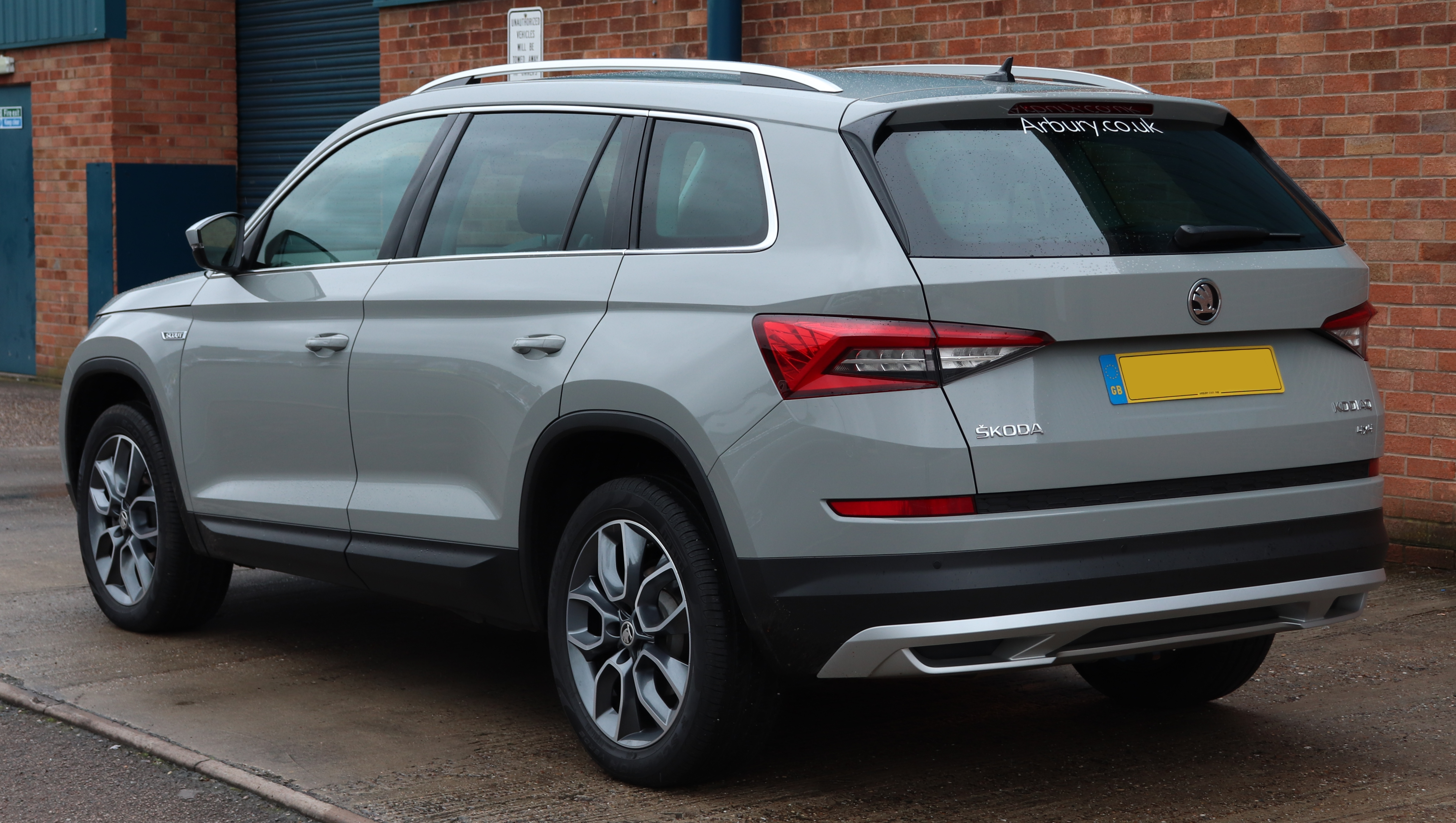
Škoda Kodiaq rear
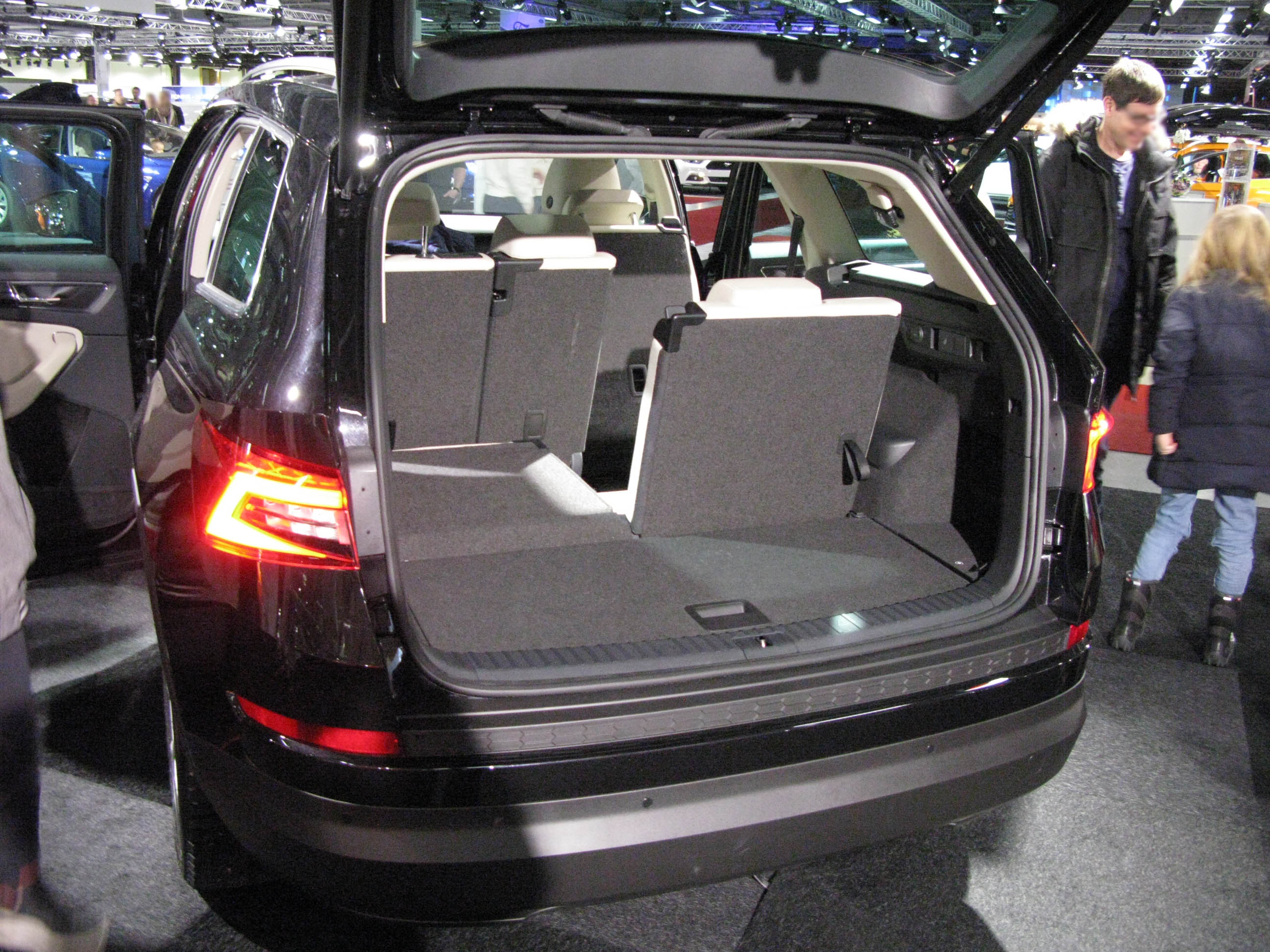
Škoda Kodiaq rear seats

## المحركات
سكودا كودياك متاحة بمجموعة من محركات التيربوديزل والبنزين والديزل، تتراوح بين 1.4 إلى 2.0 لترا، مع خيار الدفع الأمامي أوالرباعي.
محركات البنزين
| نوع المحرك         | الإنتاج | الإزاحة، الصمام، السحب     | قوة الدفع الحد الأصى. دورة في الدقيقة | الحد الأقصى. العزم دورة في الدقيقة | علبة السرعة (النوع), | السرعة القصوى [كم/س] | 0–100 كم/س [ثا] | . استهلاك [ل/100كم] |
| ------------------ | ------- | -------------------------- | ------------------------------------- | ---------------------------------- | -------------------- | -------------------- | --------------- | ------------------- |
| 1.4 TSI 110 kW     | 2017–   | 1395 cm³, 4V, turbocharged | 110 kW (148 hp) at 6000 rpm           | 250 Nm. at 5000–6000 rpm           | 6-سرعات DSG          | 198                  | 9.6             | 6.3                 |
| 1.4 TSI 110 kW 4x4 | 2017–   | 1395 cm³, 4V, turbocharged | 110 kW (148 hp) at 6000 rpm           | 250 Nm. at 5000–6000 rpm           | 6-سرعات يدوي         | 197                  | 9.8             | 6.9                 |
| 1.4 TSI 110 kW 4x4 | 2017–   | 1395 cm³, 4V, turbocharged | 110 kW (148 hp) at 6000 rpm           | 250 Nm. at 5000–6000 rpm           | 6-سرعات DSG          | 194                  | 9.9             | 7.1                 |
| 2.0 TSI 132 kW 4x4 | 2017–   | 1968 cm³, 4V, turbocharged | 132 kW (177 hp) at 6000 rpm           | 320 Nm. at 1400–3940 rpm           | 7-سرعات DSG          | 207                  | 8.0             | 7,4                 |

محركات الديزل
| نوع المحرك         | الإنتاج | الإزاحة، الصمام، السحب     | قوة الدفع الحد الأصى. دورة في الدقيقة | الحد الأقصى. العزم دورة في الدقيقة | علبة السرعة (النوع), | السرعة القصوى [كم/س] | 0–100 كم/س [ثا] | . استهلاك [ل/100كم] |
| ------------------ | ------- | -------------------------- | ------------------------------------- | ---------------------------------- | -------------------- | -------------------- | --------------- | ------------------- |
| 2.0 TDI 110 kW     | 2017–   | 1968 cm³, 4V, turbocharged | 110 kW (148 hp) at 4000 rpm           | 340 Nm. at 1750–3000 rpm           | 7-سرعات DSG          | 199                  | 10.1            | 5.0                 |
| 2.0 TDI 110 kW 4x4 | 2017–   | 1968 cm³, 4V, turbocharged | 110 kW (148 hp) at 4000 rpm           | 340 Nm. at 1750–3000 rpm           | 6-سرعات يدوي         | 197                  | 9.5             | 5.4                 |
| 2.0 TDI 110 kW 4x4 | 2017–   | 1968 cm³, 4V, turbocharged | 110 kW (148 hp) at 4000 rpm           | 340 Nm. at 1750–3000 rpm           | 7-سرعات DSG          | 194                  | 10.2            | 5.7                 |
| 2.0 TDI 140 kW 4x4 | 2017–   | 1968 cm³, 4V, turbocharged | 140 kW (188 hp) at 4000 rpm           | 340 Nm. at 1750–3000 rpm           | 7-سرعات DSG          | 210                  | 8.9             | 5.7                 |